# Settimana santa di Ispica

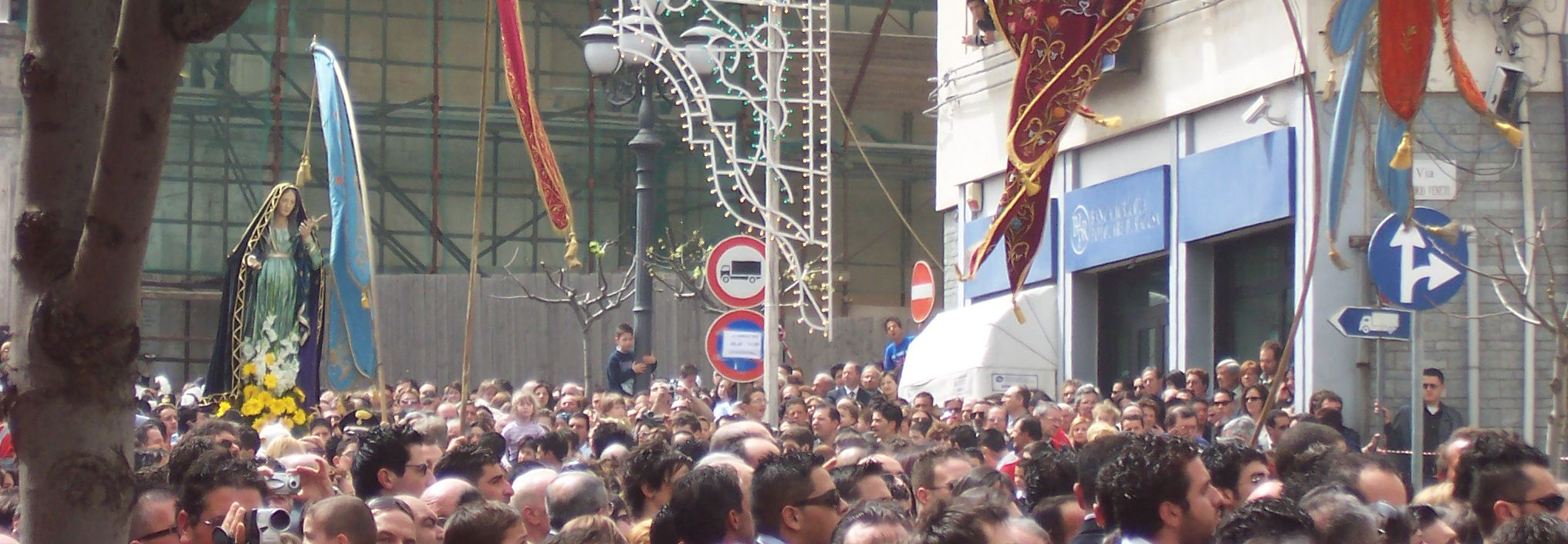
Pasqua a Ispica (RG)

I riti della settimana santa di Ispica (RG) sono organizzati dalle due principali confraternite storiche del paese, quella di Santa Maria Maggiore, detta dei cavari (di colore rosso) e quella della Santissima Annunziata, detta dei nunziatari (di colore blu). Il ciclo di festività si apre con l'ultimo venerdì di quaresima e con la domenica delle palme, per culminare con i riti del giovedì santo, del venerdì santo e della Pasqua.
Le manifestazioni, molto numerose, sono costituite da processioni e vere e proprie sacre rappresentazioni rifacentisi a riti antichi già praticati nel XVII secolo, i quali rivestono una doppia valenza, sia mistico-religiosa che popolare, attraverso i loro più salienti e riconoscibili tratti iconografici.
Dal 2014 fa parte del registro delle eredità immateriali Unesco della regione Sicilia

## Triduo pasquale

### Giovedì santo - Santissimo Cristo flagellato alla colonna

#### La processione
Il giovedì santo, per i cavari della basilica di Santa Maria Maggiore, ha inizio in piena notte.
Alle ore 1:30 inizia il pellegrinaggio dei fedeli alla chiesa rupestre di Santa Maria della Cava da dove parte la Via Crucis, animata dai giovani della parrocchia. Durante il tragitto vengono rappresentate le stazioni della passione di Cristo e le ultime due, la crocefissione e la deposizione del Cristo morto nel sepolcro, avvengono nella piazza antistante la basilica di Santa Maria Maggiore.
Appena dopo la sepoltura del Cristo, alle ore 4:00, il parroco ed il presidente dell'arciconfraternita, si avviano verso l'ingresso principale della basilica dove, bussando per tre volte al portone, danno avvio alla tradizionale apertura delle porte, che si spalancano all'improvviso consentendo ai fedeli di entrare di corsa in chiesa per dirigersi verso l'altare del Santissimo Cristo alla colonna, dove è usanza recarsi a pregare ('U Patri a Culonna), tra il pungente odore di incenso e il tipico suono dell'organo a canne che intona le note della marcia funebre dedicata al Cristo. Inizia così la liturgia del giovedì santo.

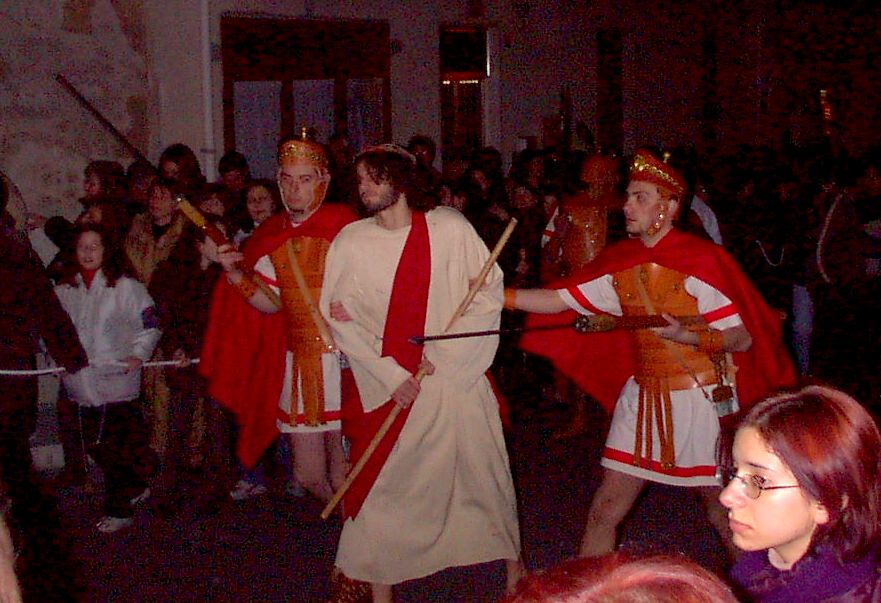
Via Crucis notturna - mercoledì notte

La mattina verso le 11 il parroco sale sull'altare del Cristo flagellato, bussa per tre volte con una chiave sulle porte dell'SS. Cristo flagellato che improvvisamente scivolano giù. Dopo un'omelia in cui il sacerdote spiega il vero significato della devozione popolare, la banda musicale inizia a suonare la marcia funebre intitolata al cristo, ed il simulacro inizia a scendere lentamente tra i devoti suscitando una profonda commozione.
Dopo la mezzanotte, la trasuta e i tradizionali giri all'interno della basilica.

#### La statua

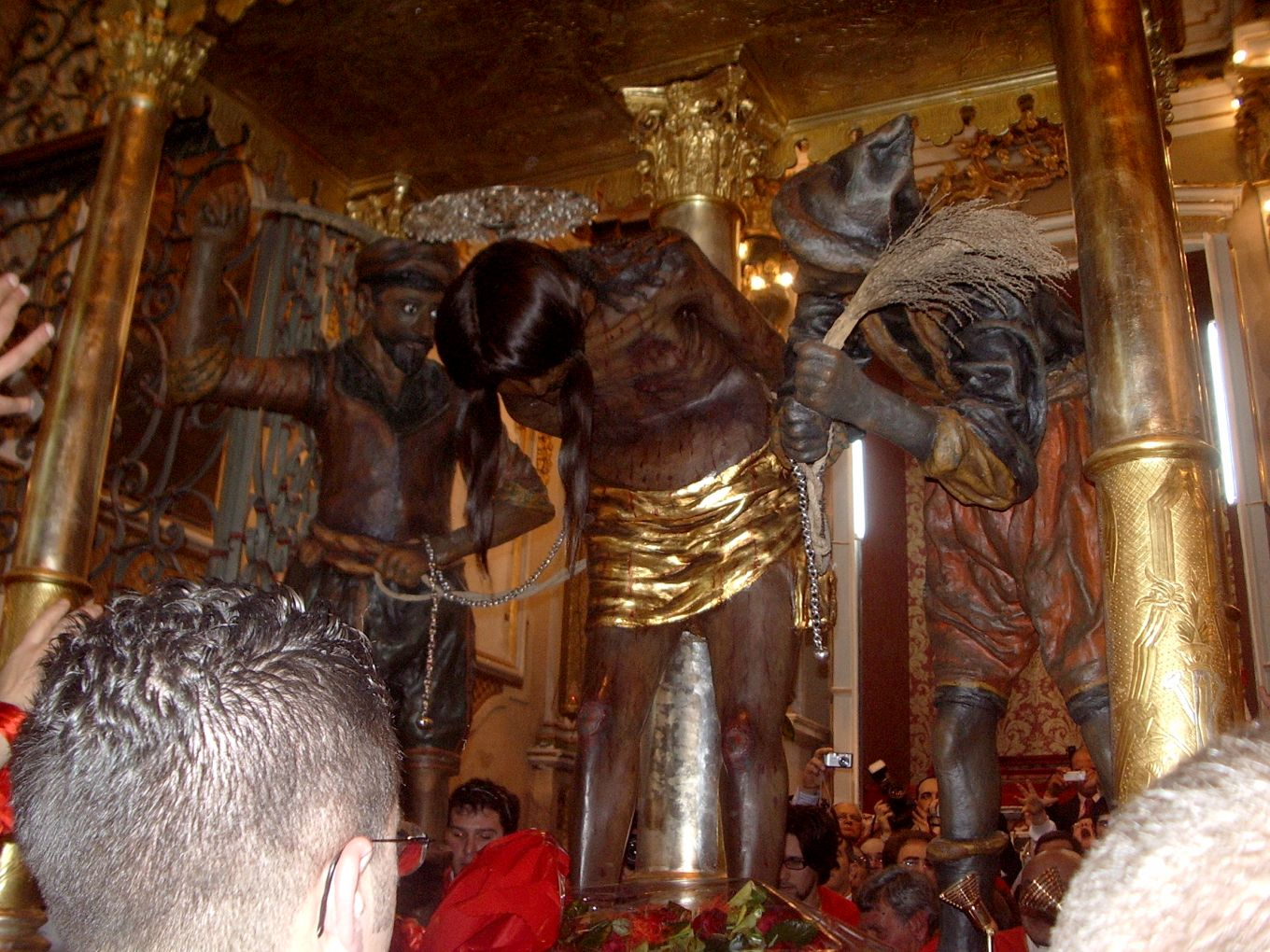
Cristo alla colonna

Il Santissimo Cristo flagellato alla Colonna è situato nella cappella sinistra del transetto della basilica di Santa Maria Maggiore. La statua è raccolta in una macchinetta lignea argenteo-dorata costruita nel 1700 e più volte fatta indorare. La base della macchinetta è rettangolare, di legno. La colonna dalla base a quasi metà del corpo, è di colore oro, il resto è colore argento, sormontata da un capitello in stile corinzio. Nel corpo della colonna, un medaglione di cristallo contiene una reliquia della santa croce.
Il corpo nudo del Cristo flagellato è cinto alla vita da un perizoma dorato e la testa è coperta da una parrucca raccolta in due code e realizzata con veri capelli, offerti dai devoti come ringraziamento e devozione.
Dei due Giudei ai lati, quello di destra è raffigurato nell'atto di percuotere la schiena di Gesù, mentre quello di sinistra è piegato in avanti all'altezza del Cristo e lo percuote al petto.
Un'altra macchinetta lignea sormonta il gruppo con frange statiche ed è collegato alla base da quattro colonne simile a quella centrale ma più piccole.
Sul capo del Cristo nel 1899 fu posto un nimbo in argento impreziosito da pietre, e comunemente chiamato patena, dove all'interno è applicata la reliquia della santa croce posseduta dalla chiesa fin dal 1696, frammento donato alla basilica dal frate G. Battista, per ricambiare i favori ottenuti dal marchese don Maurizio Statella.

#### La storia
Il Santissimo Cristo flagellato alla colonna ha una storia complessa. L'immagine che tutt'oggi si può ammirare è il risultato di una serie di lavorazioni effettuate per motivi religiosi e politici nel corso dei secoli.
Il simulacro risale all'incirca al 787 d.C., l'anno del concilio di Nicea e apparteneva alle comunità del fondo valle, delle grotte della cava ranni (Cava Grande), una parte di Cava d'Ispica, dove sorgeva l'antico insediamento della città. 
Alcune parti del cristo risalgono ad ancora prima, cioè ad un crocifisso di manifattura bizantina chiamato crucifixi de cava, che si venerava nel santuario della valle. Il volto mostra i tratti tipici delle immagini bizantine: inanimato e inespressivo, con gli occhi dilatati.
Con la dominazione bizantina si diffuse l'uso di abbellire le immagini sacre con ricche decorazioni e ornamenti, ma l'introduzione di alcune pratiche religiose portò alla distruttiva campagna degli iconoclasti. Infatti, queste eccessive forme di pietà portarono l'imperatore Leone III l'Isaurico ad una campagna iconoclasta delle immagini di Cristo, della Madonna e dei santi e questi inevitabilmente raggiunsero l'antica spaccaforno.
Il grande crocifisso fu ridotto in frammenti e grazie alla pietà di qualche fedele, la testa e gli avambracci con le mani vennero nascoste e risparmiati alla distruzione. I resti vennero portati alla luce dopo l'Editto di Nicea e gli Editti di Teodora che riammettevano il culto delle immagini sacre.
Così con gli avambracci e la testa del grande crocifisso della cava venne composto un nuovo corpo, non più sulla croce ma sotto forma di Ecce Homo con le mani legate in avanti.
Intanto, all'epoca si diffuse il culto del flagellato e così il Cristo venne modificato con le mani indietro e più curvo, ad angolo retto con la spalla destra più bassa e le gambe larghe e tremanti, col corpo lacerato dalle percosse e grondante di sangue.
In questo modo però il Cristo presentava un anacronismo visto che il flagellato aveva le mani forate e il capo coronato di spine: per ovviare si camuffò il vecchio capo con un fermaglio d'oro e con una parrucca, le mani vennero legate alla Colonna.
Riprese così il culto del Cristo di spaccaforno.
Inoltre il simulacro miracolosamente si salvò al terremoto dell'11 gennaio 1693, ritrovato intatto sotto le macerie tra le grida di gioia del popolo della cava, il quale, suonando la vecchia campana di Santa Maria della Cava appesa provvisoriamente in un albero vicino, ripeté per tre volte " Eppicciuotti Culonna ",grido che viene ancora oggi usato dai portatori di Cristo.
Nel 1695, il simulacro, ancora senza giudei, venne caricato su un carro trainato da buoi per essere portato nel nuovo insediamento urbano. Come narra la tradizione popolare, i buoi appena arrivati nella collina accanto non vollero più andare avanti e così in quello stesso luogo, sull'ameno colle della Calandra, venne edificata una cappella per ospitare il Cristo, con le stesse pietre della distrutta antichissima chiesa di Santa Maria della Cava. Dopo diversi ampliamenti, prima con l'altare del Cristo alla Colonna, poi quello Maggiore, si arrivò all'attuale basilica di Santa Maria Maggiore.
Il simulacro si salvò per la seconda volta il 6 gennaio 1727 dopo un altro sisma che distrusse la navata destra, il tetto e parte della cupola, risparmiando proprio la navata sinistra con la cappella del Cristo.
Dopo il 1729, ad opera dell'artigiano Francesco Guarino da Noto, alla statua vennero aggiunti i due giudei ai lati del Cristo, lo stesso artigiano che nel 1728 realizzò il simulacro del SS Cristo alla Croce. I due personaggi sono d'ispirazione popolare e mentre il Cristo, per la sua storia antica, viene chiamato affettuosamente "'u viecciu" (il vecchio), i due Giudei vengono chiamati "Papè" (quello alla destra del Cristo) e "Pluchinotta" (quello alla sua sinistra), dai nomi dei due artigiani di Spaccaforno che aiutarono a realizzare il Cristo alla Colonna.
Mentre di Pape' non si ha memoria, di Michele Pluchinotta si sa che contribuì a realizzare numerose statue sacre compreso il simulacro di San Giorgio a Modica. 
Resta il fatto che questi due artigiani non venivano citati prima del 1998... per rispetto all' unicità del SS. Crsto.
La statua si salvò per la terza volta nel luglio del 1943 quando una bomba tirata dalle navi degli alleati colpì la cappella del Cristo alla Colonna. La bomba miracolosamente non esplose.

### Il venerdì santo - Santissimo Cristo con la croce sulla via del calvario

#### La processione

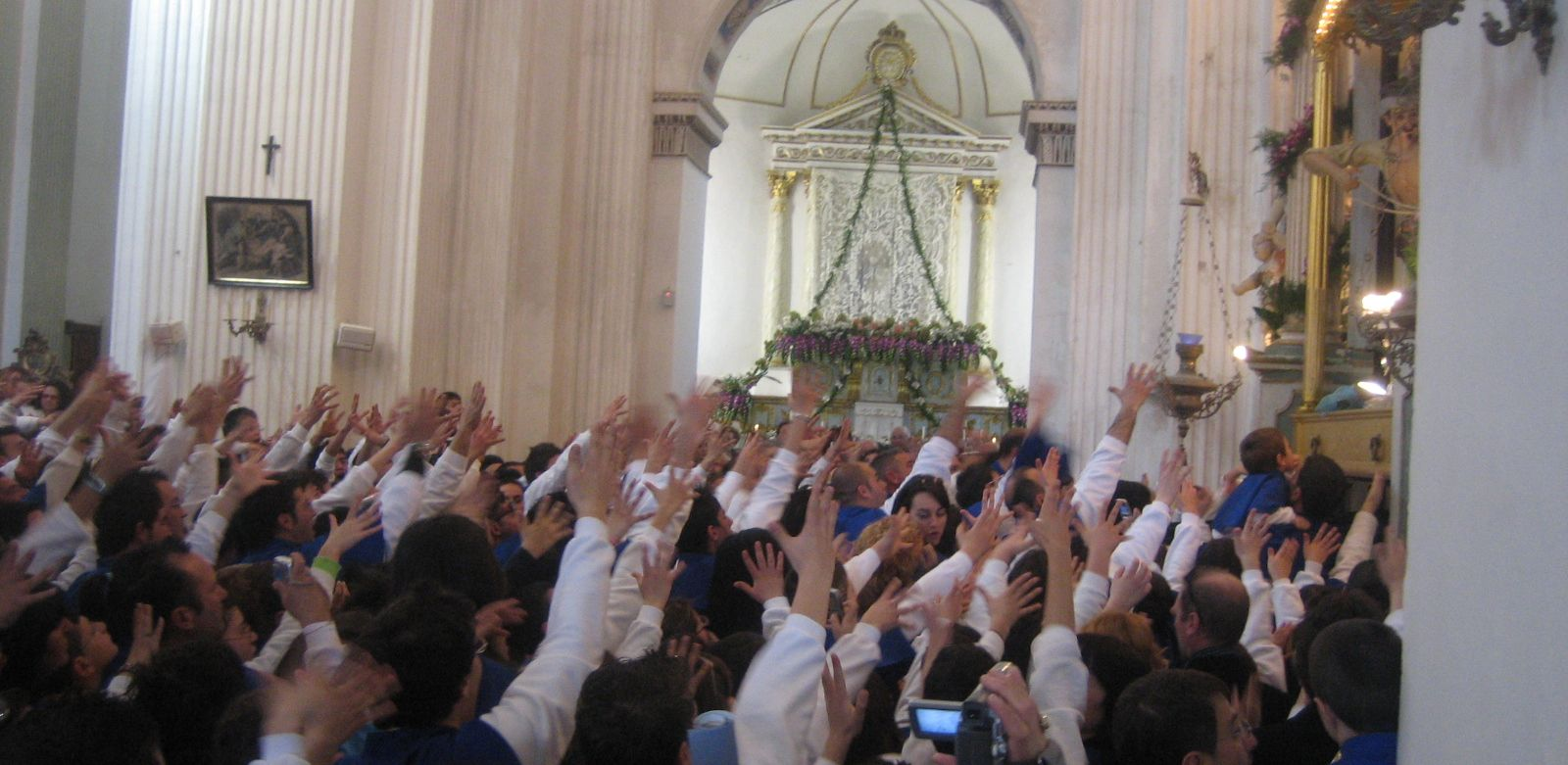
Tradizionale grido: eppicciuotti cruci...

Il Venerdì santo è il giorno in cui si celebra e rievoca la passione del Signore e per i nunziatari della basilica Santissima Annunziata è il giorno più importante per la fede e la tradizione nella Settimana Santa.
La giornata inizia di buon mattino con l'incensamento e l'apertura delle porte della chiesa ai fedeli. Inizia il ringraziamento all'altare del Cristo con la croce("'U Patri a cruci").
Si forma un lungo corteo per entrare la vara in chiesa e il sacerdote bussa tre volte sulle "porte". 
È allora che avviene la caduta delle stesse con la svelata improvvisa della sacra immagine del Cristo con la croce tra il grido dei devoti "eppicciuotti: cruci, cruci, cruci ..." e il suono delle bande musicali, mentre il simulacro pian piano scende tra i fedeli.
È antica usanza portare da parte della gente numerosi ex voto in cera o offerte in denaro che vogliono essere un segno di riconoscenza per la grazia ricevuta. 
Nel pomeriggio, dopo l'arrivo in piazza Santissima Annunziata della cavalleria dei soldati romani, ha inizio la processione del simulacro del Cristo con la croce preceduta dalla cavalleria, dalle delegazioni di tutte le chiese di Ispica con le proprie insegne, dai confrati dell'Associazione Santissima Annunziata in abito confraternale, dai giovani dell'Associazione "Don Bosco", seguito dalle autorità civili, militari, dai corpi bandistici e dai fedeli.
La processione percorre le principali vie della città e ha dei momenti particolarmente toccanti nella via delle regioni con lo sparo di 21 colpi a cannone e l'illuminazione suggestiva della stessa, poi in prossimità della chiesa San Giuseppe l'incontro con la Veronica, nella chiesa Madonna delle Grazie l'incontro con le pie donne, e l'incontro con la Madonna Addolorata che viene dalla basilica Santa Maria Maggiore.
Dopo la mezzanotte il rientro in chiesa del simulacro, la fiaccolata e all'interno i tradizionale giri per le navate con la riposizione del simulacro nella sua nicchia.

#### La statua

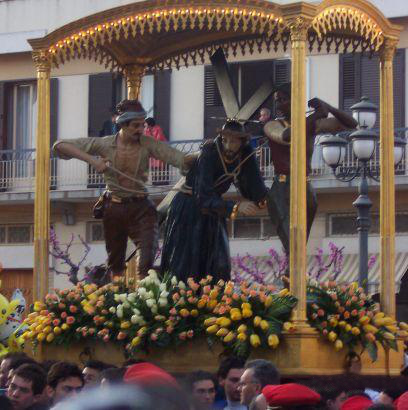
Cristo con la Croce

Il Cristo con la Croce è situato nella nicchia dell'altare destro del transetto della chiesa Santissima Annunziata. Il gruppo statuario come quello del Cristo alla Colonna è raccolto in una macchinetta lignea di colore oro. Sulla base rettangolare è collocato il Cristo che porta la croce con i due giudei. La parte superiore che sovrasta il gruppo con un baldacchino è legata alla base da quattro colonnine di colore oro. Queste sono più larghe alla base e tendono a restringere verso la parte superiore, dove sono sormontate da quattro piccoli capitelli in stile corinzio, di colore oro.
Il Cristo indossa una tunica blu con un bordino colore oro al collo e alle maniche; la vita e le spalle sono legate ad una corda sorretta dai due giudei ai lati.
Il gruppo statuario non è frontale ma è rivolto verso il lato sinistro, rappresentato nell'atto di salire verso il monte del Calvario. Sulla spalla sinistra il Cristo sorregge la Croce di legno scuro mentre i due giudei lo sollecitano con forza a camminare. Quello di sinistra è di carnagione scura ed è raffigurato nell'atto di tirare con forza Gesù in avanti. L'altro giudeo, di carnagione chiara, con una mano stringe la corda con cui è legato Cristo e con l'altra grava violentemente sulle spalle di Gesù. Il Cristo è coronato di spine e sul capo è posta un'aureola di argento. Il volto è molto espressivo, è scarno è stravolto dalla fatica, grondante di sangue, con gli occhi pietosi e la bocca socchiusa per l'affanno.

#### La storia

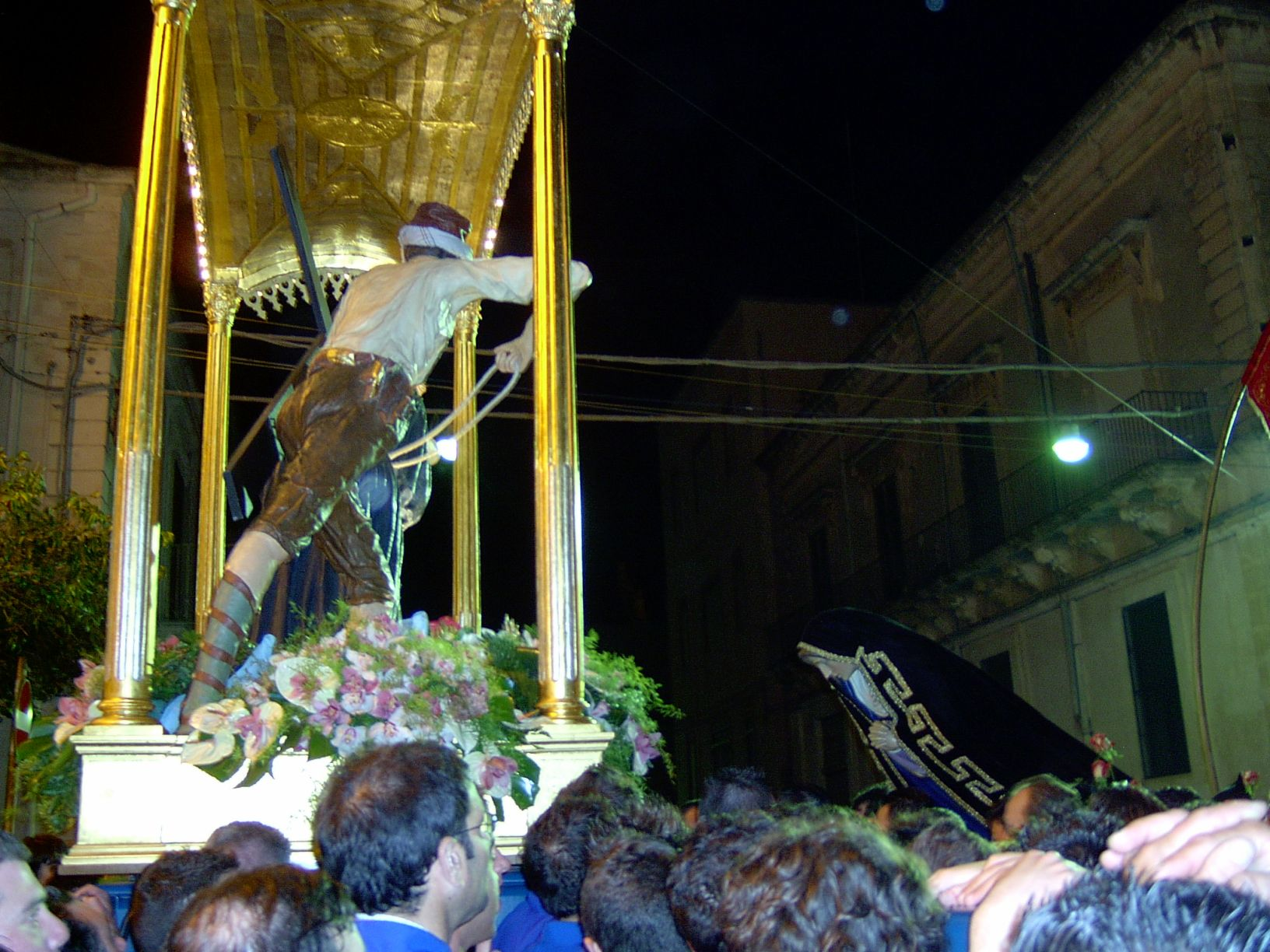
Cristo con la Croce: incontro con l'Addolorata

La storia del Cristo con la croce è sicuramente meno travagliata del Cristo alla colonna e della presenza del simulacro nella chiesa della Santissima Annunziata del parco Forza (Fortilitium) non si hanno fonti certe. Si afferma l'esistenza di un primo simulacro del Cristo di finissimo ilice del marzo 1623, commissionato dai Signori e Nobili che abitavano all'interno delle mura del Fortilitium (oggi parco Forza), residenza degli Statella. Questi, infatti, vollero a tutti i costi un simulacro da portare in processione proprio come il Cristo alla colonna, portato in processione dal popolo povero in fondo alla valle di Cava d'Ispica. 
Iniziava così la rivalità storica tra le due Confraternite: "nunziatari" (da SS Annunziata) e "cavari" (da Santa Maria della Cava).
Questo primo simulacro, però, venne andato distrutto durante il terremoto dell'11 gennaio 1693.
La realizzazione del secondo simulacro del Cristo che porta la croce fu commissionata solo nel 1728 a Francesco Guarino da Noto. L'artista realizzò la statua in cartapesta e stucco, portata da Avola a Spaccaforno il 19 marzo 1729 e posta nella nuova chiesa della Santissima Annunziata, dove tutt'oggi si venera. La solenne processione che si svolge il Venerdì santo, al posto di quella antica della S. Spina (spostata all'ultimo venerdì di quaresima), risale al 1861.

### La domenica di Pasqua - Santissimo Cristo risorto

#### La festa

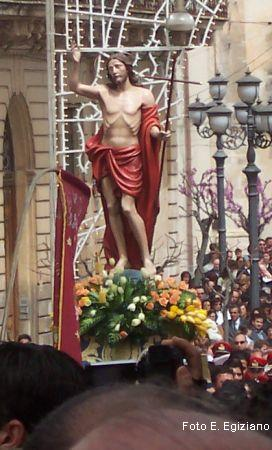
Cristo risorto

La domenica di Pasqua il Cristo Risorto (”'U Risuscitatu”) della basilica Santissima Annunziata di Ispica conclude i festeggiamenti della Settimana Santa. 
Alle ore 12,00 il Cristo uscendo dalla Chiesa percorrerà il Corso Garibaldi gremito di gente per incontrarsi (”'U ‘ncuontru”) di corsa con Maria Addolorata proveniente dalla Chiesa Madre San Bartolomeo tra spari di moschetterie, volo di colombe, lancio di biglietti di auguri e il grido dei nunziatari “....Eppicciuotti Viva lu Patri (viva il Cristo), viva lu Patri..” 
Dopo un giro della piazza principale riscende verso la propria chiesa. 
Particolare è il rientro fatto tutto di corsa dallo spiazzale antistante sino all'interno della Santissima Annunziata.